# Bakutis Coast
Wybrzeże Bakutisa – wybrzeże leżącej na Antarktydzie Ziemi Marii Byrd, pomiędzy wybrzeżem Hobbsa na zachodzie i wybrzeżem Walgreena na wschodzie. Wzdłuż wybrzeża Bakutisa leży wiele pokrytych lodem wysp, w tym duże wyspy Siple’a i Carneya. Jest ono oddzielone od otwartego morza rozległym Lodowcem Szelfowym Getza. Wybrzeże zostało odkryte podczas wyprawy amerykańskiej (1939-41) i zostało naniesione na mapy w 1946 r. Nazwane imieniem admirała Freda E. Bakutisa.